# 冯玮
冯玮（1982年4月—），湖北荆州人，汉族，中国共产党党员。中国人民解放军西部战区空军军官、第十三届全国人民代表大会解放军和武警部队代表。

## 生平
1999年，冯玮招飞入伍，取得空军突防突击竞赛考核个人第二名。后成为运-20运输机首批飞行员，历任空军航空兵某团飞行大队大队长、西部战区空军航空兵某团副团长。
2018年，冯玮被选为解放军和武警部队出席第十三届全国人民代表大会代表。